# Sijera Leone (rijeka)
Rijeka Sijera Leone je rijeka, kojoj je ušće estuarij (riječno ušće oblikovano poput lijevka) na Atlantskom oceanu u zapadnom Sijera Leonea. Rijeku Sijera Leone čini rijeka Rokel i pritoka rijeke Port Loko. Široka je od 6 do 16 kilometara, a duga oko 40 kilometara. Ovaj estuarij je vrlo važan za pristajanje brodova jer predstavlja najdublju prirodnu luku na afričkom kontinentu. Glavna luka je Pristanište kraljice Elizabethe II i Pepel. U estuariju se nalazi nekoliko otoka: Tasso (najveći), Tombo i Bunce.

## Zračna luka Lungi
Rijeka Sijera Leone razdvaja Freetown kao glavni grad Sijera Leonea i zračnu luku Lungi, koja se nalazi na drugoj strani estuarija, koja se još naziva obala Bullom. Glavni prijevoz od zračne luke do Freetowna su trajekt, helikopter, hovercraft, čamac.

### Rušenje Paramountovog helikoptera 2007.
U lipnju 2007., nakon kvalifikacijskog nogometnog susreta za Afrički kup nacija između Togoa i Sijera Leonea, dogodila se nesreća na helikopteru u vlasništvu Paramount Airlinesa, koji je pao i zapalio se, usmrtivši preko 20 putnika, među kojima je bio i ministar sporta Togoa Richard Attipoe. Nakon toga postoji zabrana korištenja prijevoznika Paramount Airlinesa od strane Europske unije.

## Ekologija
Rijeka Sijera Leone koja je ustvari estuarij površine 2 950 km2, nalazi se na popisu kao Ramsarsko područje (zaštićeno močvarno područje na međunarodnoj razini). Samo područje je uglavnom šuma mangrova, ali ima i šuma slatkovodnih močvara.